# Aspidoscelis tigris
Aspidoscelis tigris (ou Cnemidophorus tigris) é um lagarto rabo de chicote que vive em quase todo o sudoeste dos EUA. Mede entre 20 a 35 centímetros. 
Não se sabe ao certo seu status, mas acredita-se que não esteja ameaçado de extinção.